# Daihatsu Taft
Daihatsu Taft, nebo také Daihatsu F10 byl terénním automobilem firmy Daihatsu. Později byl prodáván pod jménem Daihatsu Wildcat. Objevil se v roce 1974. K dispozici byl ve verzi kombi a soft top(s plátěnou střechou). Časem se objevily další verze jako pick-up F60 nebo desetimístný F25

## Technická data
Motor byl zážehový čtyřválec o objemu 958 cm³ a výkonu 45 koní. Poháněna byla zadní náprava, přední se připojovala manuálně. Rozvor byl 2025 mm a délka 3360 mm. Ve verzi F25 se objevil motor o objemu 1500 cm³ a výkonu 66 koní. Mateřská automobilka Toyota časem doplnila nabídku motorů o vznětový čtyřválec o objemu 2700 cm³.